# Préalpes de Savoie

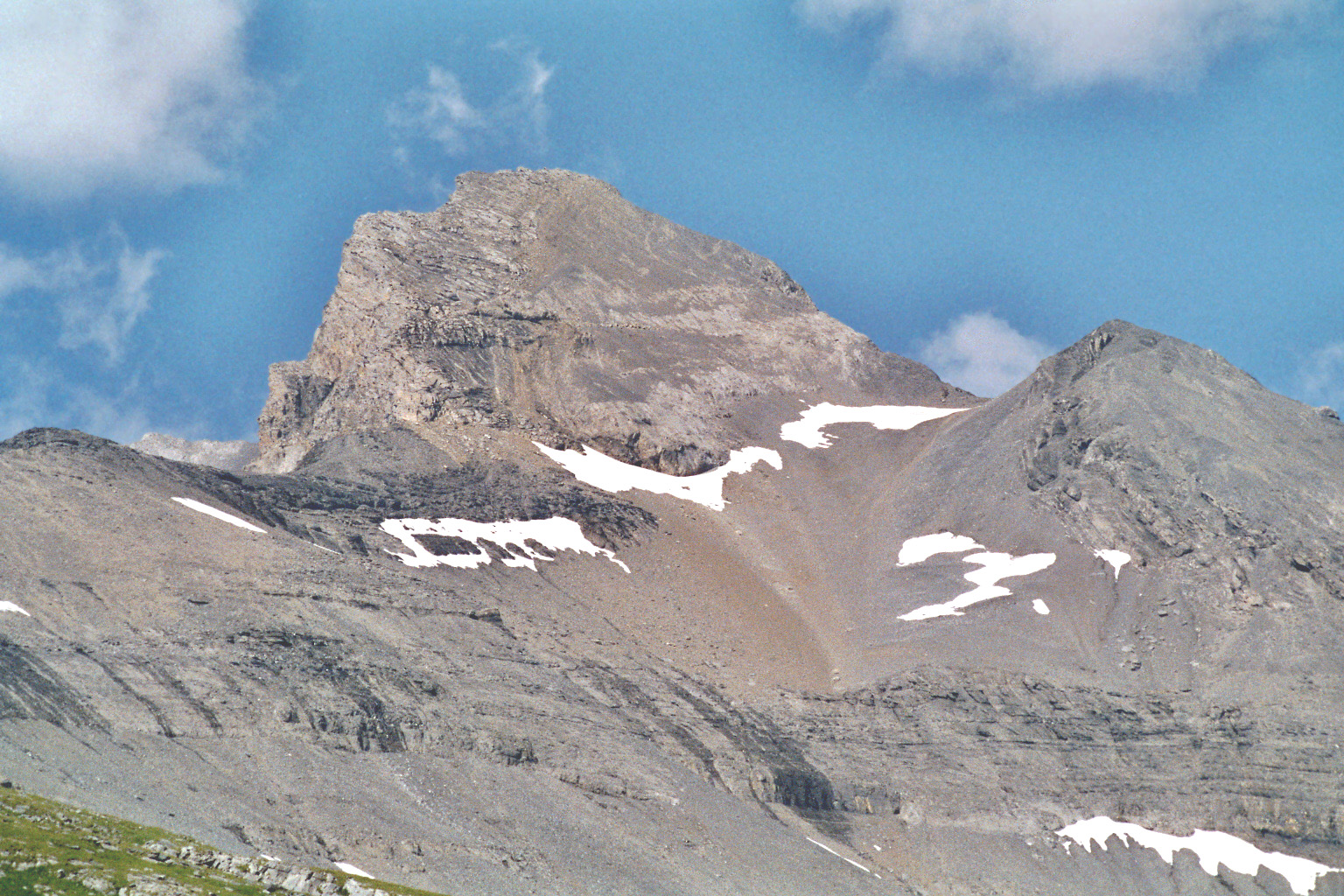
Haute Cime des Dents du Midi

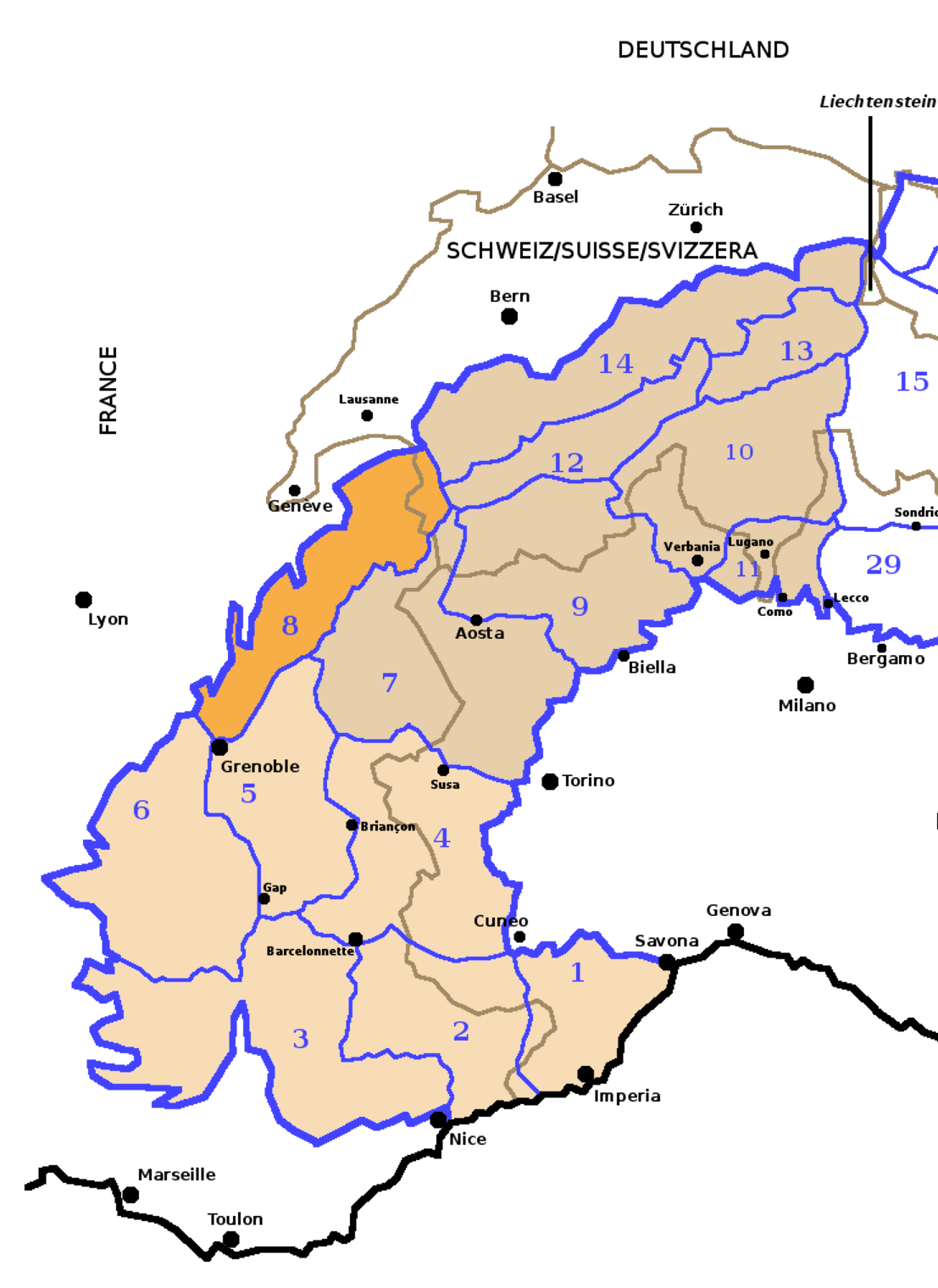
Préalpes de Savoie (I/B-8) na tle podziału geograficznego Alp Zachodnich według SOIUSA

Préalpes de Savoie – pasmo górskie, część Alp Zachodnich. Leży na pograniczu Francji (region Rodan-Alpy) i Szwajcarii (kanton Valais). Jest to jedna z najbardziej na zachód wysuniętych części Alp Zachodnich. Pasmo sąsiaduje z: Préalpes du Dauphiné na południowym zachodzie, Alpami Delfinackimi na południowym wschodzie, Masywem Mont Blanc na wschodzie, Alpami Berneńskimi i Schweizer Voralpen na północnym wschodzie. Najwyższym szczytem pasma jest Haute Cime des Dents du Midi, który osiąga wysokość 3257 m.
Pasmo to dzieli się na następujące podgrupy:
- Aiguilles Rouges (najwyższy szczyt - Aiguille du Belvédère),
- Massif du Giffre (najwyższy szczyt - Haute Cime des Dents du Midi),
- Massif du Chablais (najwyższy szczyt - Hauts-Forts),
- Massif des Bornes (najwyższy szczyt - Pointe Percée),
- Massif des Bauges (najwyższy szczyt - Arcalod),
- Massif de la Chartreuse (najwyższy szczyt - Chamechaude).

Najwyższe szczyty:
- Haute Cime des Dents du Midi - 3257 m
- Mont Buet - 3096 m
- Grand Mont Ruan - 3057 m
- Aiguille du Belvédère - 2965 m
- Pointe Percée - 2750 m
- Arcalod - 2217 m
- Chamechaude - 2082 m
- Dent de Crolles - 2062 m